# Focas (nissaga)
Els Focas (en grec medieval Φωκᾶς) van ser una família de l'Imperi Romà d'Orient originària del tema de Capadòcia que va donar, durant els segles IX i X diversos militars i polítics. El més rellevant va ser Nicèfor II Focas, emperador del 963 al 969.

## Orígens
L'historiador Miquel Ataliota (circa 1022-1080) fa remuntar el seu origen a la Gens Fàbia romana, probablement una falsificació a posteriori per ennoblir els orígens de l'emperador Nicèfor II. L'historiador musulmà Alí ibn al-Athir (1160-1233) la feia descendent d'un ciutadà de Tars. Molt probablement, la família procedia, almenys en part, del Regne d'Ibèria a Geòrgia.

## Família
- Nicèfor Focas el Vell, (circa 840 – circa 900) el primer membre important de la família. Va ser un dels grans generals del seu temps. Va lluitar a Itàlia contra els sarraïns (885-886) i a Anatòlia, i també contra el Primer Imperi Búlgar al servei de Basili I el Macedoni i Lleó VI el Filòsof.
- Lleó Focas el Vell, (circa 870 – 919), fill de Nicèfor Focas el Vell,. Es va revoltar contra l'emperador Romà Lecapè, que el va derrotar en una batalla, el va cegar i el va matar.
- Bardas Focas el Vell, (circa 878 - circa 968), fill de Nicèfor Focas el Vell, va contribuir a la derrota de la Rus de Kíev que havia atacat l'imperi el 941 i el 944), va lluitar contra els Hamdànides i va procurar l'ascens a l'imperi del seu fill Nicèfor II Focas.
- Nicèfor II Focas (circa 912 - 969), emperador del 963 al 969.
- Constantí Focas (mort el 954), fill de Bardas Focas el Vell, va ser fet presoner en una batalla contra l'emir Sayf-ad-Dawla i va morir enverinat.
- Lleó Focas el Jove, (mort després del 971) germà de l'emperador Nicèfor II Focas i també general. Després del derrocament del seu germà (969) es va exiliar a Lesbos amb el seu fill Bardas Focas. L'any 971 va ser cegat i deportat a una de les Illes dels Prínceps.
- Bardas Focas (circa 940 - 989), fill de Lleó Focas el Jove i nebot de Nicèfor II Focas, va ser general i usurpador (primer l'any 971 i després del 987 al 989).
- Sofia Focena, casada amb Constantí Escler.
- Teòfano Esclerena, probablement filla de Sofia Focena i neta de Lleó Focas el Jove i casada amb Otó II del Sacre Imperi.[1]